# 香港電影導演列表
在香港，電影導演負責統籌電影的製作流程，以完成劇作家及製片人針對電影的需求。香港電影工作者總會下轄的香港電影導演會，則是代表香港導演的工會組織。綜觀香港電影史，自1930年代香港電影開始發展起，不同時代的代表導演，皆有對應的風格。部份導演甚至能影響香港電影走向：例如邵氏兄弟令1950年代-1970年代的香港偏向國語電影；而隨後的許冠文，則讓喜劇片在香港風行一時。

## 工作
根據香港文化體育及旅遊局指出，香港電影導演的職責為「專長於整部電影的藝術創作，並詮釋和表達劇作家及製片人在劇本中設定的意圖」。香港職業訓練局管理的職業資料庫，則進一步說明導演工作有開發直播或錄影製作、選擇稿件製作元素、協調人員活動、監督後期製作等。一般而言，香港電影導演通常有大學學位，有媒體、傳播、新聞學、電影製作、演戲或藝術管理文憑等學為尤為理想。除此之外，導演被期待有出色的認知思維、管理、社交、策劃執行等能力。在香港，助理導演的月薪約$15,000-$20,000港幣；升上高級導演後，平均月薪則有$20,000-$50,000港幣。在香港，電影導演一般從助理導演做起。不過也有其他管道當上導演，比如接受導演課程、拍攝微電影、從其他職業轉型等。
香港電影導演的獨有特色為「雙導演制」或「合導模式」：意指一個電影，由兩個不同專長的導演合作執導。這種模式主要優點為利於電影調度和執行、以及教育和提攜後晉。
香港電影導演會為香港電影工作者總會旗下屬會成員，是代表香港電影導演的工會組織。主要工作有：「推動香港電影業在藝術和商業方面的發展、加強香港導演間的聯繫和溝通、改善會員福利和推廣社交活動、以及保障香港電影導演的權益」。每年春季，香港電影導演會會舉辦香港電影導演會年度大獎，會員會選出最佳導演與新晉導演。

## 歷史
香港電影始於1897年，當時莫里斯薩維特教授（Maurice Charvet）從美國把電影放映機器帶到香港，並在當地播放影片。1913年，烏克蘭裔美國人班傑明･布拉斯基在香港設立電影公司，並於當年與香港人製作數份短片。但後來布拉斯基回美國後，再也沒有來港。香港電影工作也在1920年代陷入停滯。1923年，黎北海和黎民偉兄弟試圖拍攝電影，但由於政府不批批准，兩人最後只得在廣州執導《胭脂》。
1930年代，隨著香港大環境趨向穩定與電影技術進步，香港的地理與政治優勢、觀眾偏好多樣化、以及先前的電影經驗，使投資者關注香港作為電影拍攝的環境。在這樣的背景下，香港電影業以薛覺先執導的《白金龍》、趙樹燊與關文清共同執導的《歌侶情潮》為契機，走向黃金時代。這時候活躍的導演有關文清、趙樹燊、黃岱、黎北海等。這段時期直到1941年日本佔領香港後才停止。
第二次世界大戰後，中國環境的變化，令原本粵語片獨大的情勢產生變化，逐漸分出粵語電影和國語電影。粵語電影以李晨風、李鐵、吳回、秦劍、左几、畢虎為主要導演，題材偏向喜劇片、人倫關係；國語電影則偏好古裝片、民間故事，代表導演有張善琨、袁仰安、朱石麟、邵逸夫等。
邵氏兄弟的商業成功、以及臺灣電影政策的影響下，香港電影走向國強粵弱，類型則延續1960年代，張徹開創的武俠暴力風。這個狀況直到到1970年代，麥理浩治下的嘉禾公司成立後才有所改變：許冠文的《鬼馬雙星》捧紅了許氏兄弟，也讓喜劇片成為香港電影的主流。此時著名的導演還有程剛、李翰祥、劉芳剛等。1970年代後來演變成香港電影新浪潮，並在1980年代持續擴大。當時香港出色電影繼出、類型不拘一格。每年可上百個影片發行。1980年代也因此被稱為香港電影的黃金時代。代表導演有徐克、許鞍華、張婉婷、羅啟銳、陳可辛等
步入2000年代後，在中國資本支持、與SARS疫情衝擊下，香港電影開始偏向討好中國電影市場：資深導演前往中國發展、合拍與複製過去的香港電影，則成為當時香港電影的主流。這時香港電影的套路性強而頗受詬病。直到2010年代後期，以王家衛為代表的新生代電影導演逐漸誕生，香港導演與電影才出現新方向。這些導演的電影片名通常是四個字，因此被稱為「四字導演」。四字導演回歸本土、偏好社會議題、敢於表達自己的想法，且不願執導討好性強的商業大片。電影主題則有家人之爭、出走、贖罪等。活躍導演有王家衛、何爵天、曾憲寧等。

## 列表
本列表以香港導演的英文姓氏排序，收錄香港電影導演會編纂的《香港電影導演大全1914-1978》與《導可道 非常導 香港電影導演大全：1979-2013》兩書中列出的香港導演（統計至2017年）。

### A
- 區雪兒
- 區焯文

### B
- 白雲
- 畢國智
- 鮑方
- 卜萬蒼
- 畢虎
- 文偉鴻

### C
- 查傳誼
- 陳友
- 陳翊恆
- 陳永煜
- 陳果
- 陳嘉上
- 陳慶嘉
- 陳鴻楷
- 陳港生
- 陳家蓀
- 陳國華
- 陳國輝
- 陳望華
- 陳木勝
- 陳可辛
- 陳欣健
- 陳銅民
- 張艾嘉
- 張徹
- 張沖
- 張喬夫
- 張曾澤
- 張揚
- 張家輝
- 鄭保瑞
- 陳方
- 陳鴻烈
- 陳德森
- 陳大利
- 陳志發
- 陳梓桓
- 程步高
- 鄭中基
- 鄭思傑
- 鄭則仕
- 程剛
- 鄭兆強
- 鄭丹瑞
- 鄭偉文
- 卓翔
- 卓韻芝
- 章國明
- 張之亮
- 張之珏
- 張乾文
- 張堅庭
- 張經緯
- 張婉婷
- 張鑫炎
- 張同祖
- 張瑛
- 朱繼生
- 姜大偉
- 蔣家駿
- 姜南
- 喬莊
- 戚其義
- 戚家基
- 錢嘉樂
- 錢國偉
- 錢文錡
- 錢大叔
- 程小東
- 程東
- 招振強
- 邱剛健
- 趙良駿
- 趙崇基
- 楚賓
- 蔡楚生
- 蔡繼光
- 蔡潔鈴
- 張寶堅
- 周顯揚
- 鄒凱光
- 周冠威
- 周星馳
- 周華宇
- 朱銳斌
- 朱克
- 徐忠信
- 徐二牛
- 秦劍
- 秦煌
- 鍾鎮濤
- 鍾繼昌
- 鍾澍佳

### D
- 但杜宇
- 陶秦
- 杜可風

### F
- 范秀明
- 方龍驤
- 馮淬帆
- 霍然
- 霍耀良
- 方育平
- 方令正
- 方平
- 方俊華
- 傅奇
- 馮志剛
- 馮志強
- 馮峰
- 馮克安
- 馮柏源
- 馮德倫
- 馮遠文

### G
- 高威廉

### H
- 夏雨
- 韓英傑
- 賀賓
- 何非光
- 何兆璋
- 向華勝
- 何宗道
- 何藩
- 何碧雯
- 何夢華
- 何璧堅
- 何澍培
- 侯曜
- 許宏宇
- 胡金銓
- 黃楓
- 黃域
- 許鞍華
- 許冠文
- 許誠毅
- 洪金寶

### J
- 金帝
- 趙樹燊

### K
- 甘國亮
- 金炳興
- 金揚樺
- 闞家偉
- 耿啟文
- 簡君晉
- 高立
- 高寶樹
- 姜國民
- 高志森
- 高飛
- 高林豹
- 柯受良
- 高先明
- 谷德昭
- 江漢
- 江道海
- 葛民輝
- 顧文宗
- 桂治洪
- 鞠覺亮
- 關文清（英语：Kwan Man-ching）
- 關山
- 關信輝
- 關錦鵬
- 關維鵬
- 關右章
- 關智耀
- 郭錦恩
- 郭子健
- 鄺光
- 鄺文偉

### L
- 賴恩慈
- 黎北海
- 黎大煒
- 林正英
- 林超賢
- 林德祿
- 林建明
- 林坤山
- 林嶺東
- 林子聰
- 劉偉強
- 劉香萍
- 劉嘉豪
- 劉克宣
- 劉鎮偉
- 劉家榮
- 劉家良
- 劉國昌
- 劉強富
- 劉仕裕
- 劉永
- 劉偉恒
- 劉浩良
- 羅啟銳
- 羅卓瑶
- 羅文
- 羅守耀
- 羅永昌
- 李小龍
- 李志毅
- 李化
- 李家榮
- 李華月
- 李公樂
- 李國輝
- 李光耀
- 李力持
- 李修賢
- 李兆熊
- 李兆基
- 李兆華
- 李晨風
- 李添勝
- 李鐵
- 李惠民
- 李仁港
- 李元科
- 李子俊
- 李思捷
- 梁普智
- 梁鴻華
- 梁家仁
- 梁家樹
- 良鳴
- 梁碧芝
- 梁少坡
- 李翰祥
- 李萍倩
- 李影
- 梁哲夫
- 梁國斌
- 梁成致
- 梁嘉銘
- 林翠
- 林子穎
- 林超榮
- 凌雲
- 劉芳剛
- 劉家輝
- 劉晶
- 劉瓊
- 廖偉雄
- 羅臻
- 羅志良
- 盧旳明
- 盧敦
- 勞劍華
- 羅傑承
- 羅烈
- 羅馬
- 羅舜泉
- 羅維
- 盧雨岐
- 羅恩惠
- 羅耀輝
- 婁貽哲
- 雷宇揚
- 魯俊谷
- 呂奇
- 陸劍明
- 龍剛

### M
- 馬楚成
- 馬偉豪
- 馬天耀
- 馬徐維邦
- 麥當傑
- 麥曦茵
- 麥當雄
- 麥浚龍
- 麥啟光
- 麥兆輝
- 麥嘯霞
- 麥大傑
- 麥婉欣
- 麥嘉尚
- 孟海
- 莫康時
- 牟敦芾
- 穆時英

### N
- 藍乃才
- 南燕
- 吳鎮宇
- 吳瑰岸
- 伍錦霞
- 吳耀漢
- 吳思遠
- 吳家麗
- 吳回
- 顏米羔
- 敖志君
- 南海十三郎

### O
- 歐陽予倩

### P
- 潘壘
- 彭發
- 彭浩翔
- 彭順
- 鮑學禮
- 鮑起鳴
- 彭長貴
- 彭秀慧
- 潘文傑
- 潘源良

### R
- 邵逸夫
- 邵醉翁
- 邵仁枚

### S
- 雲翔
- 蕭龍
- 沈鑒治
- 石天
- 冼杞然
- 葉健行
- 舒適
- 沈威
- 夏永康
- 冼志偉
- 冼國林
- 薛覺先
- 蕭笙
- 蘇怡
- 宋存壽
- 孫仲
- 孫立基
- 新馬師曾
- 宋豪輝
- 宋金來
- 司徒永華
- 司徒克
- 司徒慧敏
- 司徒慧焯
- 陳浩

### T
- 譚炳文
- 譚國明
- 譚朗昌
- 譚伯葉
- 譚家明
- 譚友六
- 譚惠貞
- 鄧衍成
- 鄧景生
- 鄧光榮
- 唐龍
- 唐書璇
- 鄧特希
- 鄧榮銾
- 湯曉丹
- 陶傑
- 狄龍
- 田豐
- 田啟文
- 丁善璽
- 杜琪峯
- 杜國威
- 杜平
- 杜韋達
- 杜汶澤
- 杜玉貞
- 唐基明
- 唐季禮
- 湯德培
- 唐滌生
- 曾志偉
- 曾謹昌
- 曾江
- 曾國祥
- 曾翠珊（英语：Jessey Tsang Tsui-Shan）
- 謝虹
- 謝立文
- 謝賢
- 紫羅蓮
- 左几
- 曹達華
- 徐耀明
- 董雲瑋
- 唐佳

### W
- 韋家輝
- 煒烈
- 汪榴照
- 王龍威
- 王引
- 王羽
- 王元龍
- 韋弘
- 魏平澳
- 文逸民
- 黃秋生
- 黃岳泰
- 黃卓漢
- 王青
- 黃精甫
- 黃真真
- 黃鶴聲／黃金印
- 王晶
- 王家衛
- 黃志強
- 黃霑
- 文雋
- 王敏德
- 黃栢文
- 黃百鳴
- 黃修平
- 黃樹棠
- 黃泰來
- 王天林
- 黃岱
- 王子鳴
- 黃華麒
- 王為一
- 黃元申
- 黃浩然
- 黃國強
- 黃國輝
- 黃肇邦
- 黃進
- 袁劍偉
- 胡楓
- 吳宇森
- 吳彥祖
- 胡大為
- 吳家驤
- 午馬
- 胡耀輝
- 胡鵬
- 胡樹儒
- 胡蝶影
- 吳永剛
- 吳祖光
- 吳君如

### X
- 熊欣欣

### Y
- 任護花
- 嚴俊
- 楊群
- 楊紫燁
- 邱禮濤
- 邱家雄
- 游乃海
- 游達志
- 奚仲文
- 爾冬陞
- 甄子丹
- 楊志堅
- 楊家安
- 楊逸德
- 伊雷
- 易文
- 嚴浩
- 葉成康
- 葉天行
- 葉偉信
- 葉偉民
- 葉偉英
- 葉榮祖
- 楊凡
- 楊采妮
- 楊紫燁
- 俞亮
- 余力為
- 余明生
- 于仁泰
- 余偉國
- 袁俊／張駿祥
- 岳楓
- 夏令震
- 袁振洋
- 袁祥仁
- 元奎
- 袁浩泉
- 袁錦麟
- 袁建滔
- 元秋
- 阮世生
- 袁和平
- 袁仰安
- 翁維銓
- 翁子光
- 翁秀蘭

### Z
- 章泯
- 張善琨
- 張澤鳴
- 鄭小秋
- 朱牧
- 竺清賢
- 竺清鏞
- 朱石麟
- 單慧珠

### 腳註
1. ↑  文化體育及旅遊局. .   [2025-05-10].
2. 1 2  . 人才服務辦公室.   [2025-05-11].
3. 1 2 3  . occupation-dictionary.vtc.edu.hk.   [2025-05-10] （中文（香港））.
4. ↑  Indeed 編輯團隊. . hk.indeed.com.   [2025-05-11].
5. ↑  鄭政恆. . HKinema. 2010-06-20, (10)  [2025-05-10] （英语）.
6. ↑  Federation of Hong Kong Filmmakers. . www.hkfilmmakers.com.hk.   [2025-05-11].
7. 1 2  李善汶; 李慧盈. . www.ln.edu.hk. 嶺南大學. 2023  [2025-05-10] （中文（臺灣））.
8. 1 2  吳月華. . www.ln.edu.hk. 嶺南大學. 2023  [2025-05-10] （中文（臺灣））.
9. 1 2  黃愛玲. . 香港電影資料庫. 康文署.   [2025-05-10].
10. 1 2 3  郭靜寧.  (PDF). 香港電影資料館. 康文署.   [2025-05-10].
11. ↑  游靜. . www.twreporter.org.   [2025-05-10] （中文（臺灣））.
12. 1 2 3  關偉雄. . www.twreporter.org.   [2025-05-10] （中文（臺灣））.
13. ↑  . LifeStyle Journal 優雅生活 (信報財經新聞有限公司).   [2025-05-12].
14. ↑  紅眼. . 端傳媒 Initium Media. 2023-04-14  [2025-05-10] （中文（繁體））.
15. ↑  郭靖言. . 2023-04-26  [2025-05-10] –am730.
16. ↑  蒲鋒 2018.
17. ↑  黃國兆 2014.

### 書目
- 蒲鋒 (编). . 香港: 香港電影導演會. 2018-07-18  [2025-04-23]. ISBN 978-988-12666-0-6.
- 黃國兆 (编). . 香港: 香港電影導演會. 2014-07-01  [2025-04-23]. ISBN 978-988-12666-9-9.

## 延伸閱讀
- 吳思遠. . 明報月刊.   [2025-05-10].